# Dumitru Pârvulescu
Dumitru Pârvulescu (Bucarest, 14 giugno 1933 – Bucarest, 9 aprile 2007) è stato un lottatore rumeno, specializzato nella lotta greco-romana.

## Palmarès
| Anno | Manifestazione  | Sede      | Evento              | Risultato | Note |
| ---- | --------------- | --------- | ------------------- | --------- | ---- |
| 1953 | Mondiali        | Napoli    | Pesi mosca (-52 kg) | 4º        |      |
| 1956 | Giochi olimpici | Melbourne | Pesi mosca (-52 kg) | 4º        |      |
| 1958 | Mondiali        | Budapest  | Pesi mosca (-52 kg) | 5º        |      |
| 1960 | Giochi olimpici | Roma      | Pesi mosca (-52 kg) | Oro       |      |
| 1961 | Mondiali        | Yokohama  | Pesi mosca (-52 kg) | Argento   |      |
| 1964 | Giochi olimpici | Tokyo     | Pesi mosca (-52 kg) | Bronzo    |      |